# ماستر أوف بابتس (ألبوم)
ماستر أوف بابتس (بالإنجليزية: Master of Puppets) (سيّد الدُّمى) هو الألبوم الثالث لفرقة هيفي ميتال الأمريكية ميتاليكا، صدر يوم 3 مارس 1986 عبر شركة إلكترا. وهو آخر تسجيل لعازف البايس الأسبق كليف بيرتون الذي توفي في حادث حافلة خلال الجولة الترويجية لهذ الألبوم.
لاقى هذا الإصدار استحسانًا كبيرًا من النقاد فور صدوره، يتميز هذا الألبوم بالسرعة والتعقيد فهو يحتوي على الأغنية ماستر اوف بابتس التي تعتبر أحد أكثر الأغاني تميزا لميتاليكا فقد ذكر هتفيلد في إحدى اللقاءات انه وضع كثيرًا من معرفته ومهاراته الموسيقية في تلك الأغنية. وكذلك أغنية باتري التي تميزت بالسرعة العالية والتعقيد حيث وصلت سرعة الأغنية إلى 180 ايقاع في الدقيقة الواحدة. ولا زال الألبوم يعتبر من كلاسيكيات الثراش ميتل. كان ماستر أوف بابتس أول ألبوم لميتاليكا تتجاوز مبيعاته 500,000 نسخة ووصل إلى المرتبة 29 في تصنيف Billboard 200 للمبيعات. وقد تحقق ذلك دون إصدار أي أغانٍ منفردة أو بث أغاني الألبوم على محطات الراديو. تجاوزت مبيعات هذا الألبوم اليوم 6 ملايين نسخة في الولايات المتحدة وحدها.

## روابط خارجية
- ماستر أوف بابتس على موقع الموسوعة البريطانية (الإنجليزية)
- ماستر أوف بابتس على موقع أول موفي (الإنجليزية)